# Resolution 1257 des UN-Sicherheitsrates

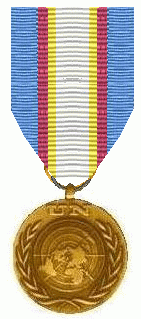
UN-Medaille für UNAMET und UNTAET

Resolution 1257 des UN-Sicherheitsrats wurde am 3. August 1999 unter Hinweis auf die Resolution 1246 einstimmig angenommen. Damit beschlossen die Vereinten Nationen die Verlängerung des Mandats der Mission der Vereinten Nationen in Osttimor (UNAMET).

## Hintergrund
1974 hatte Indonesien die bisherige Kolonie Portugiesisch-Timor besetzt, als diese sich im Prozess zur Entlassung in die Unabhängigkeit befand. Seitdem herrschte ein Guerillakrieg zwischen Osttimoresen und Indonesiern, die das Land völkerrechtswidrig 1975 annektierten. Direkt und indirekt starben durch die Besetzung 183.000 Menschen. 1999 vereinbarten die ehemalige Kolonialmacht Portugal und Indonesien, ein Unabhängigkeitsreferendum in Osttimor über die Zukunft des Landes durchzuführen. Doch bereits Anfang 1999 begannen pro-indonesische Milizen (Wanra) durch Gewalt die Bevölkerung einzuschüchtern. Mit der Resolution 1246 wurde die Entsendung von Polizeiberatern und Verbindungsoffizieren innerhalb der UNAMET beschlossen, um eine freie Abstimmung zu garantieren. Allerdings ging die Gewalt in Osttimor weiter.

## Die Resolution
Der Weltsicherheitsrat nahm Kenntnis vom Bericht des Generalsekretärs vom 28. Juli 1999 (S/1999/830), indem er den Präsidenten des Sicherheitsrates über seine Entscheidung informierte, das Referendum auf den 30. August zu verschieben und daher den Rat um eine Verlängerung des Mandats der UNAMET um einen Monat zu bitten. Das Mandat wurde verlängert bis zum 30. September 1999.

## Folgen
In ihm entschied sich eine deutliche Mehrheit der Osttimoresen für die Unabhängigkeit von Indonesien, was zu einer letzten Gewaltwelle durch die Wanra und indonesische Sicherheitskräfte führte. 2.000 bis 3.000 Menschen kamen ums Leben, etwa drei Viertel der Bevölkerung Osttimors war auf der Flucht oder wurde vertrieben. Mit der Resolution 1264 des UN-Sicherheitsrates entschied sich der Sicherheitsrat daher zur Entsendung einer militärischen Eingreiftruppe (INTERFET). Osttimor kam bis zur Entlassung in die Unabhängigkeit 2002 unter UN-Verwaltung (UNTAET).